# Saint-André-sur-Vieux-Jonc
Saint-André-sur-Vieux-Jonc település Franciaországban, Ain megyében. Lakosainak száma 1216 fő (2022. január 1.). Saint-André-sur-Vieux-Jonc Condeissiat, Montracol, Péronnas, Saint-André-le-Bouchoux, Saint-Paul-de-Varax, Saint-Rémy és Servas községekkel határos.

## Népesség
A település népessége az elmúlt években az alábbi módon változott:
| Lakosok száma | 543  | 887  | 979  | 973  | 1121 | 1128 | 1147 | 1174 | 1187 | 1216 |
|               | 1968 | 1982 | 1990 | 2006 | 2013 | 2015 | 2017 | 2019 | 2020 | 2022 |